# Bobrowniki nad Radomką (gmina)
Bobrowniki nad Radomką (do 1931 Bobrowniki) – dawna gmina wiejska istniejąca do 1954 roku w woj. kieleckim. Nazwa gminy pochodzi od wsi Bobrowniki, lecz siedzibą władz gminy była Miejska Dąbrowa. 
Za Królestwa Polskiego gmina Bobrowniki należała do powiatu kozienickiego w guberni radomskiej. 1 stycznia?/13 stycznia 1870 do gminy przyłączono wsie Budy Lipskie, Helenów, Mała Wieś i Lipska Wola ze znoszonej gminy Lipa.
W okresie międzywojennym gmina Bobrowniki należała do powiatu kozienickiego w woj. kieleckim. 11 lipca 1931 roku nazwę gminy zmieniono na gmina Bobrowniki nad Radomką. Po wojnie gmina zachowała przynależność administracyjną. 1 lipca 1952 roku gmina składała się z 20 gromad: Bobrowniki, Dobieszyn, Helenów, Ignacówka, Klementynów, Kosny, Kruszyny, Lipskie Budy, Lipska Wola, Łukawa, Łukawska Wola, Miejska Dąbrowa, Olszowa Dąbrowa, Podmieście, Sielce, Sielce kol., Satwki, Studnie, Sułków i Zieleniec.
Jednostka została zniesiona 29 września 1954 roku wraz z reformą wprowadzającą gromady w miejsce gmin. Po reaktywowaniu gmin 1 stycznia 1973 roku gminy Bobrowniki nad Radomką nie przywrócono, a jej dawny obszar wszedł głównie w skład gminy Głowaczów w tymże powiecie i województwie.